# هینتن (نیو ساوت ولز)
هینتُن (به انگلیسی: Hinton) یک شهرک در استرالیا است که در نیو ساوت ولز واقع شده‌است.